# Złatna

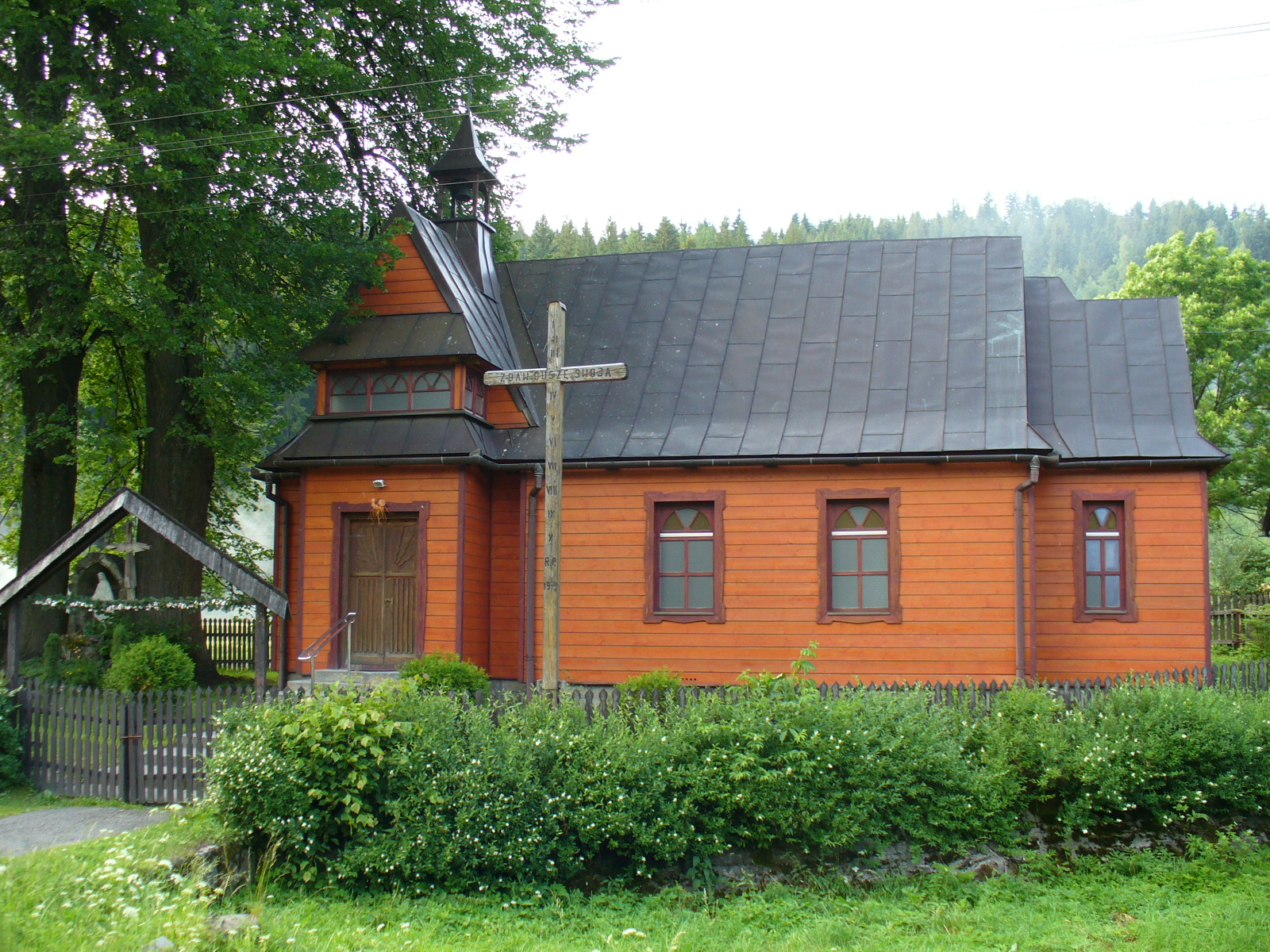
Złatna – kościół MB Częstochowskiej

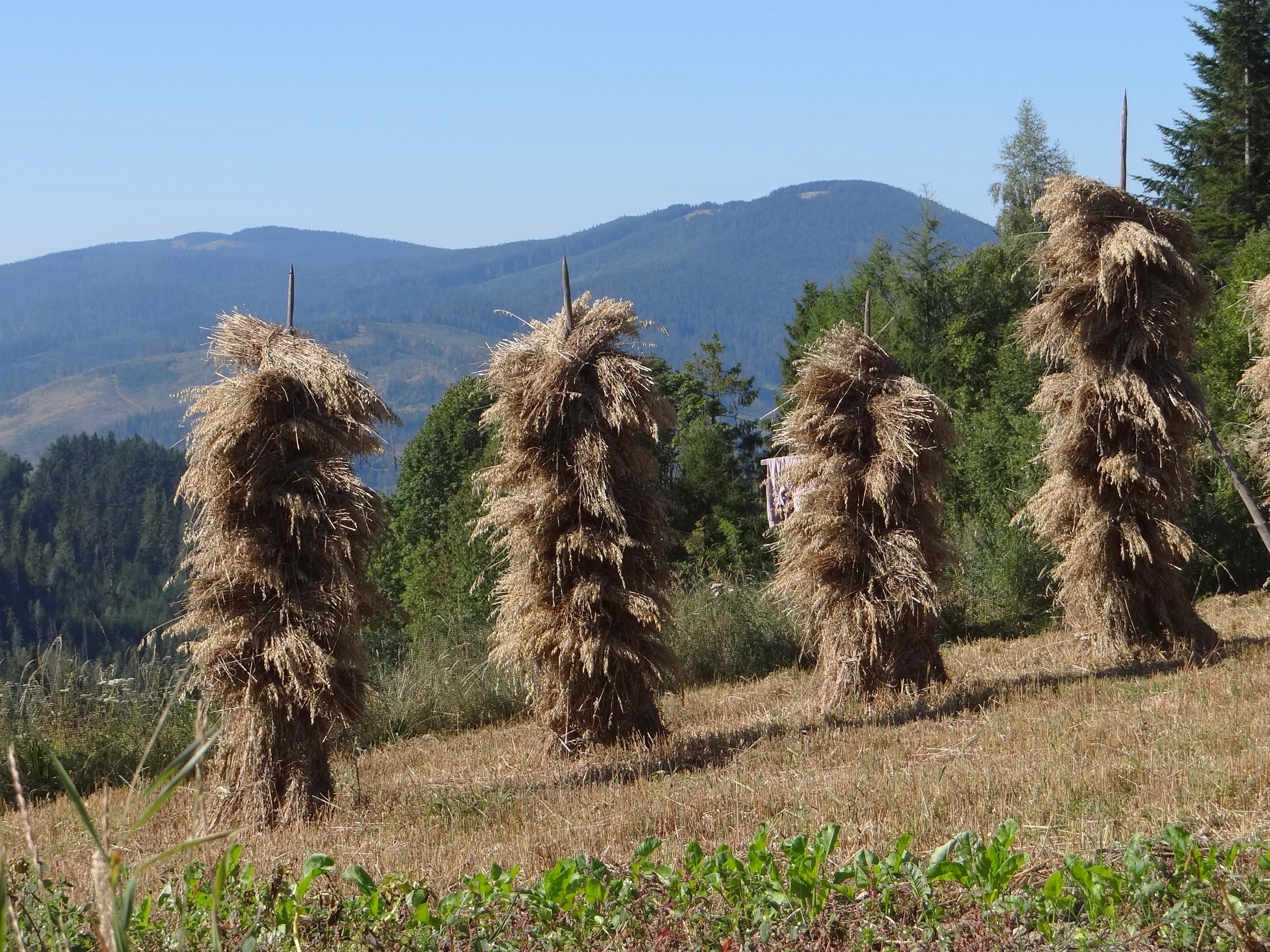
Żniwa w Złatnej

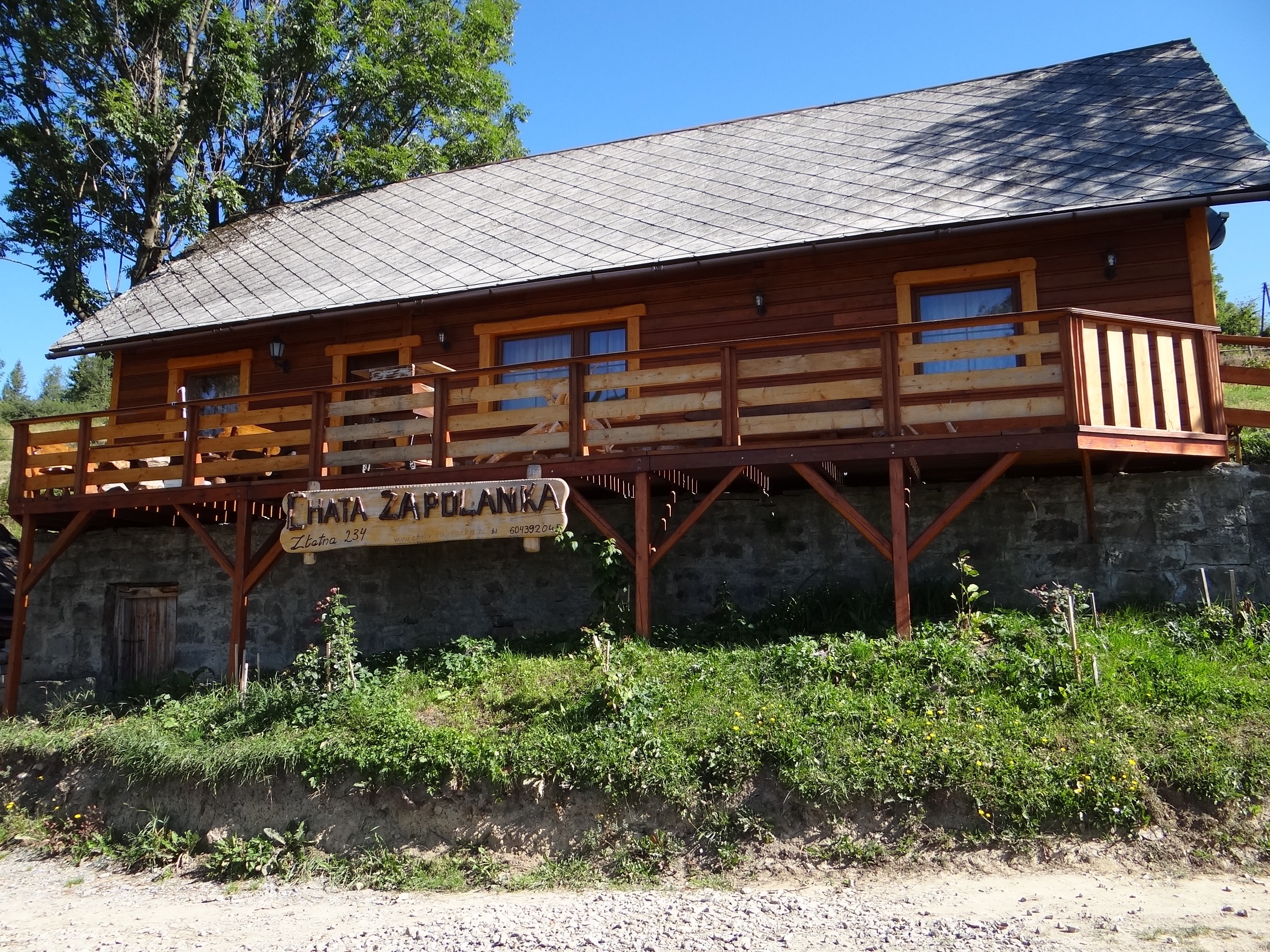
Chata "Zapolanka"

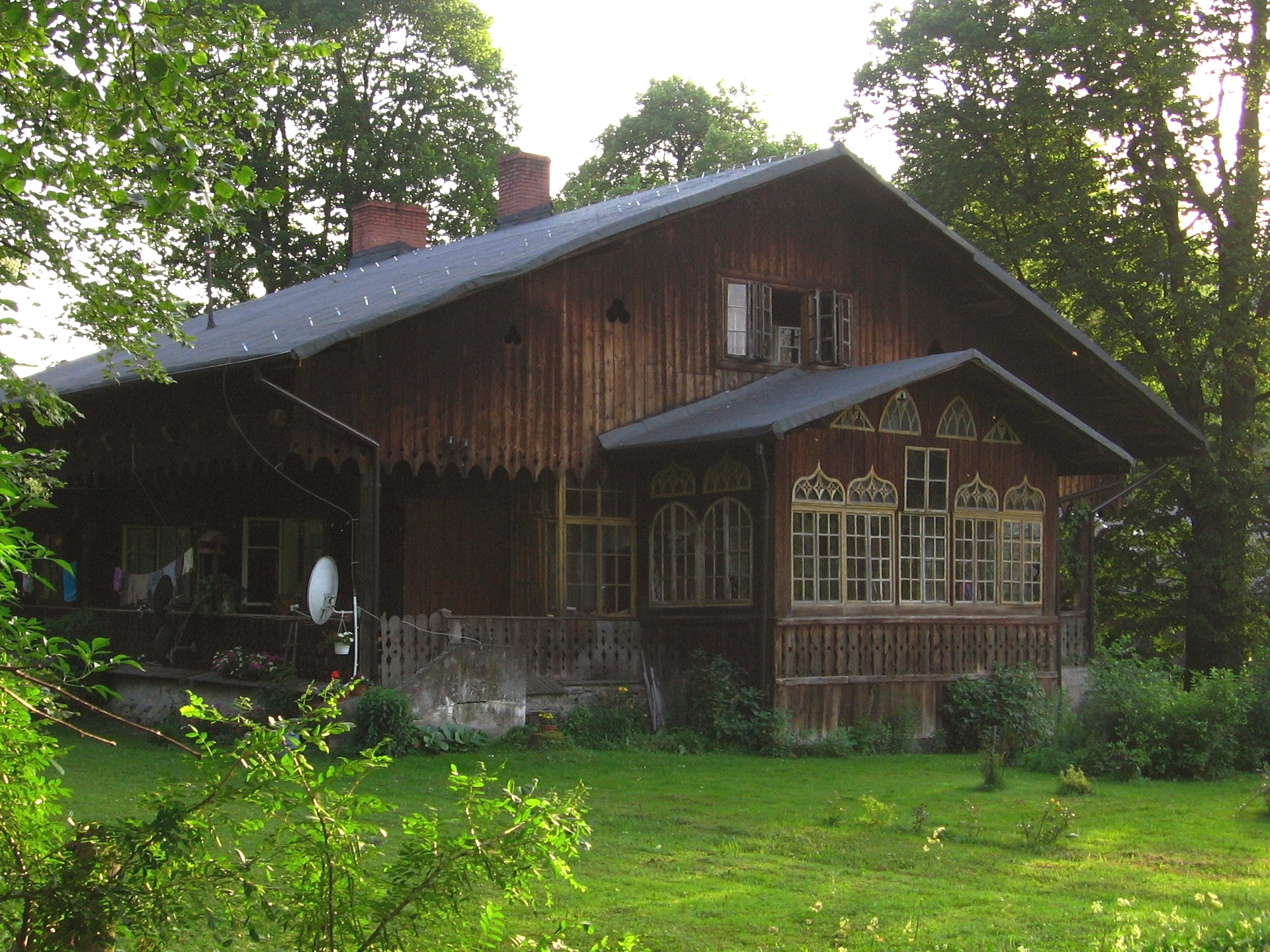
Zabytkowa leśniczówka w Złatnej

Złatna – wieś w Polsce położona w województwie śląskim, w powiecie żywieckim w gminie Ujsoły, na północny wschód od Ujsół, w dolinie potoku Bystra, na wysokości ok. 750 m n.p.m. W latach 1975–1998 miejscowość administracyjnie należała do województwa bielskiego.

## Położenie
Miejscowość znajduje się w Beskidzie Żywieckim, w górnej części doliny potoku Bystra. Centrum wsi położone jest nieco powyżej ujścia potoku Straceniec do Bystrej, niektóre osiedla rozłożone są na zboczach gór nad doliną Bystrej. Od północno-wschodniej strony są to zbocza Rysianki, Lipowskiego Wierchu, Boraczego Wierchu, Redykalnego Wierchu i jego grzbietu Zapolanka, od południowo-wschodniej grzbietu od przełęczy Bory Orawskie przez Krawców Wierch po Jaworzynę oraz wzniesienia Kościelec i Okrągła
Miejscowość leży w granicach Żywieckiego Parku Krajobrazowego, co stanowi gwarancję zachowania walorów przyrodniczych i krajobrazowych tego regionu. Jest to teren typowo górski, ostre górskie powietrze stwarza tu specyficzny mikroklimat. W całej gminie Ujsoły znajduje się 21 szczytów powyżej 1000 m n.p.m. Wsie i przysiółki rozrzucone są po okolicznych zboczach nierzadko aż do wysokości 800 m.
Złatna jest oddalona o ok. 11 km od granicy polsko – słowackiej.

## Części wsi
Integralne części wsi Złatna:
przysiółkiHerdula, Jakubków, Kotrysia Polana, Lora, Okrągłe, Zagroń, Zapolanka
części wsiBucioryska, Bura Polana, Cerla, Ciapkówka, Głębokie, Huta, Jastrzębie, Klisiówki, Lipowska, Motykówka, Obłózkówka, Rzeka, Skalanka, Straceniec, Sułki

## Warunki naturalne
Większą część wsi zajmują lasy i grunty leśne. Złatna jest również ostoją zwierzyny, występują tam tak rzadkie gatunki zwierząt jak niedźwiedź i wilk, a także jelenie, sarny, dziki. Na górskim potoku znajdują się równie kaskady drewniane i murowane, które są dużą atrakcją dla turystów. Szata roślinna jest typowa dla pięter roślinnych charakterystycznych dla Karpat Zachodnich.

## Historia
Złatna została założona najprawdopodobniej w XVI wieku przez osadników wołoskich i należała do kolejnych właścicieli dóbr żywieckich.
Wieś dawniej nosiła nazwę Sołki, uważano bowiem, że rzeka Soła bierze tam swój początek. Pierwsza wzmianka o tej wsi znajduje się w księdze sądowej tzw. państwa żywieckiego z 1690 roku, w której wspomina się, że "Wawrzyniec Kostka z Sołek uskarżał się na synów Simona Gardasza, że mu wzięli owce". Dzisiejsza nazwa pochodzi od nazwy potoku Bystra, który wcześniej nosił nazwę Złotna pochodzącą podobno od śladów aluwialnego złota, na które natrafiono właśnie w tym potoku.
W okresie międzywojennym w miejscowości stacjonowała placówka Straży Granicznej I linii „Złatna”.
W 1945 roku stacjonowała tu strażnica Wojsk Ochrony Pogranicza, która to została potem rozformowania. 
17 października 2020 r. pobliżu przysiółka Zapolanka stanął pomnik upamiętniający por. Stanisława Kopika "Zemstę", dowódcę oddziału zgrupowania NSZ.

## Atrakcje turystyczne
W Złatnej znajdują się:
- leśniczówka habsburskiego zarządu lasów z XIX w. projektu Karola Pietschki[1]

Stary "dwór" w Złatnej wybudowany został w roku 1853. Wykonany jest z drewna modrzewiowego na kamiennej podmurówce. Budynek zachowuje stare elementy architektury regionalnej, służył Zarządowi Lasów Dóbr Żywieckich, obecnie pełni funkcje leśniczówki.
- pozostałości po hucie szkła[1]

Hutę szkła w Złatnej budowano w latach 1815 – 1819. Jej założycielem był Andrzej Wielopolski. Zakład hutniczy zlokalizowany został na prawym brzegu potoku Bystra. Miejsce to zwane do dziś Hutą spełniało wymogi lokalizacji, do których zaliczyć należy istnienie odpowiednich zasobów drewna bukowego, czystej wody i gruboziarnistego piaskowca. Pod kierownictwem sprowadzonych z Czech i Moraw fachowców powstały tu w krótkim czasie 2 piece hutnicze, budynek główny o wymiarach 30 × 15 m, tartak, duży dom parterowy, 5 domków dla robotników i potrzebne dla przywozu surowca i wywozu gotowych wyrobów drogi. Proste roboty budowlane, transport surowca i drewna opałowego powierzono miejscowym chłopom w ramach pańszczyzny. Produkowano tu naczynia szklane i szkło okienne zbywane w Galicji, na Śląsku i na Węgrzech. Na skutek przetrzebienia lasów i niskiej opłacalności produkcji zakład został zlikwidowany w latach 1871 – 1875. Ostatnim zarządzającym hutą była Anda Koln, która tę funkcję objęła po swym zmarłym mężu. Borykała się z trudnościami w pozyskiwaniu drewna i zbytem produkowanych wyrobów. Po sprzedaży w 1838 r. dóbr przez Andrzeja Wielopolskiego zarządca nowego właściciela dóbr żywieckich, Karola Ludwika Habsburga – Schultz zabronił wycinki drzew bukowych w tym rejonie. Trudności te doprowadziły do likwidacji huty. Anda Koln część rzeczy wyprzedała, a część wywiozła i wraz z hutnikami wyjechała ze Złatnej.
Po zlikwidowanej hucie zachowały się nieliczne pamiątki: fragmenty pieców hutniczych, dzwon w kapliczce na Sporowym Polu, przy pomocy którego wzywano robotników do pracy i modlitwy, kamienny krzyż z figurą kobiecą w pobliżu gajówki, postawiony w 1833 r. dla uczczenia pamięci Józefa i Feliksa Göttlicherów i Jerzego Frenzela – pracowników huty. W kościele parafialnym w Ujsołach zachował się kielich, w kościele w Zwardoniu „pająk”, a w Muzeum w Żywcu karafka. Miejsce dawnej karczmy, gdzie czescy robotnicy popijali piwo, nazywa się Kuflówką, a nazwiska do dziś w Złatnej funkcjonujące takie jak Kotulek i Hubka są pochodzenia czeskiego.
- źródła siarczane w dolinie "Śmierdzącego Potoku"

W Złatnej odkryto wody siarkowo wodorowe, które mogą być wykorzystywane do celów leczniczych. Dowodem na ich istnienie jest płynący ze stoków Lipowskiego Wierchu Śmierdzący Potok. Tworzą go wody tzw. głębokiego krążenia, wypływające poprzez strefę uskokową w piaskowcach magurskich. Źródło ujęte w kamienną studzienkę jest obudowane drewnianą altanką. Badania chemiczne tego wypływu pozwoliły na stwierdzenie obecności siarkowodoru (stąd nazwa potoku). Oprócz tego wykryto niewielkie ilości metanu oraz jony sodowe, wodorowęglanowe i chlorkowe. Na mapie Compass źródło to ma nazwę Źródła Matki Boskiej.
- kamienny krzyż z 1833 r.
- zespół ponad dwustuletnich lip, uznany za pomnik przyrody.
- krzyż obok drogi naprzeciw starej leśniczówki z ok. 1853 r.
- krzyż na Kotrysiej Polanie, postawiony przed I wojną światową
- kapliczka na Buciorysce 1969 r.
- kapliczka na Zagroniu 03.03.1853 r.
- kapliczka na przysiółku Lury

## Szlaki turystyczne
ze Złatnej na Halę Lipowską – 3 godz, ↓ 2.40 godz,
 ze Złatnej na Krawców Wierch – 2:30 godz, ↓ 1:45 godz,
 ze Złatnej (osiedle Huty) na Halę Rysiankę – 1.45 godz, ↓ 1.15 godz